# Aéroport international de Kinshasa-Ndjili
Pour les articles homonymes, voir Aéroport de Kinshasa, Ndjili (homonymie) et FIH (homonymie).
L'aéroport international de Ndjili (code IATA : FIH • code OACI : FZAA) est l'aéroport principal de la ville de Kinshasa en République démocratique du Congo. Il est situé sur la commune de Nsele en bordure du Pool Malebo, à une vingtaine de kilomètres à l'est de ville, à laquelle il est relié par le boulevard Lumumba.
Un autre aérodrome, affecté essentiellement au trafic intérieur et aux activités militaires, existe dans la capitale : l'aéroport de Ndolo (code IATA : NLO • code OACI : FZAB). Toutefois, les rotations y ont été réduites de manière substantielle à la suite d'un accident survenu le 8 janvier 1996. Le décollage avorté d'un appareil de type Antonov An-26 et son crash sur un marché populaire situé en bout de piste, avaient provoqué la mort de 250 à 300 Kinois.

## Situation
| Bandundu Basango Mboliasa Bunia Gbadolite Gemena Goma Ilebo Kalemie Kananga Kikwit Kindu Kinshasa-Ndjili Kinshasa-N'Dolo Kisangani Kolwezi Lodja Lubumbashi Matari Matadi Mbandaka Mbuji Mayi Nioki Tshikapa Tshumbe |

## Histoire
Inaugurées en 1953, les infrastructures ont été successivement utilisées comme plate-forme de correspondance de la compagnie aérienne belge Sabena (période coloniale) et des compagnies Air Congo, devenue plus tard Air Zaïre. La piste principale de Ndjili, longue de 4 700 m, a longtemps été la plus longue du monde, au point que les plus grands appareils terminent leur atterrissage et décollent à mi-piste. Le processus de centralisation politique et administrative mis en œuvre par le régime du président Mobutu, fit de cet aéroport la principale porte d'entrée et de sortie du pays et ce, en dépit du fait que des sites aéroportuaires comme ceux de Kisangani et de Lubumbashi bénéficient de capacités d'accueil international (longueur des pistes pour les gros porteurs). 
Sous-financé depuis de nombreuses années par les pouvoirs publics, l'opérateur aéroportuaire kinois est dans l'incapacité de mettre en œuvre et de faire respecter toutes les normes internationales en matière de sécurité. Datant de plus d'un demi-siècle, les infrastructures ont bénéficié de si peu de rénovations ou d'améliorations qu'elles sont régulièrement visées par des mesures d'exclusion de la part des autorités de l'OACI (entretien de la piste d'atterrissage, services des pompiers, sécurité des bagages, mesure contre le risque d'attentats terroristes). Sa rénovation, qui devait être effectuée par les Chinois à la suite d'un accord de 2007, a finalement été confiée à Aéroports de Paris, les Chinois se contentant de refaire la piste.
Aujourd'hui, l'aéroport international de Kinshasa abrite la majorité des compagnies nationales dont la particularité est d'être accusé de mauvais entretien et soumise au bannissement de l'espace aérien de l'Union européenne.

## Rénovation et nouvelles constructions
Si la RVA prépare la reconstruction de l’Aéroport International de Kinshasa N’Djili prévue à terme, il n’en demeure pas moins qu’un entretien  approfondi voir une rénovation de certaines installations du terminal actuel  s’avèrent absolument nécessaires.

### Pavillon d'honneur
Les travaux de construction du pavillon ont été financés sur les fonds propre de la RVA grâce l'IDEF.
Une première exploitation a eu lieu le 28 juin 2010 lors de l'accueil du couple royal belge.

### Nouvelle tour de contrôle
Ces travaux concernent la construction d'un imposant bâtiment de 35m de hauteur, avec 2 annexes dont le bloc technique et la caserne anti-incendie. 

### Nouveau terminal international
Le 25 juin 2015 un nouveau terminal a été inauguré . Ce nouveau terminal offre des infrastructures de qualité pour les passagers des vols internationaux.

## Compagnies aériennes et destinations

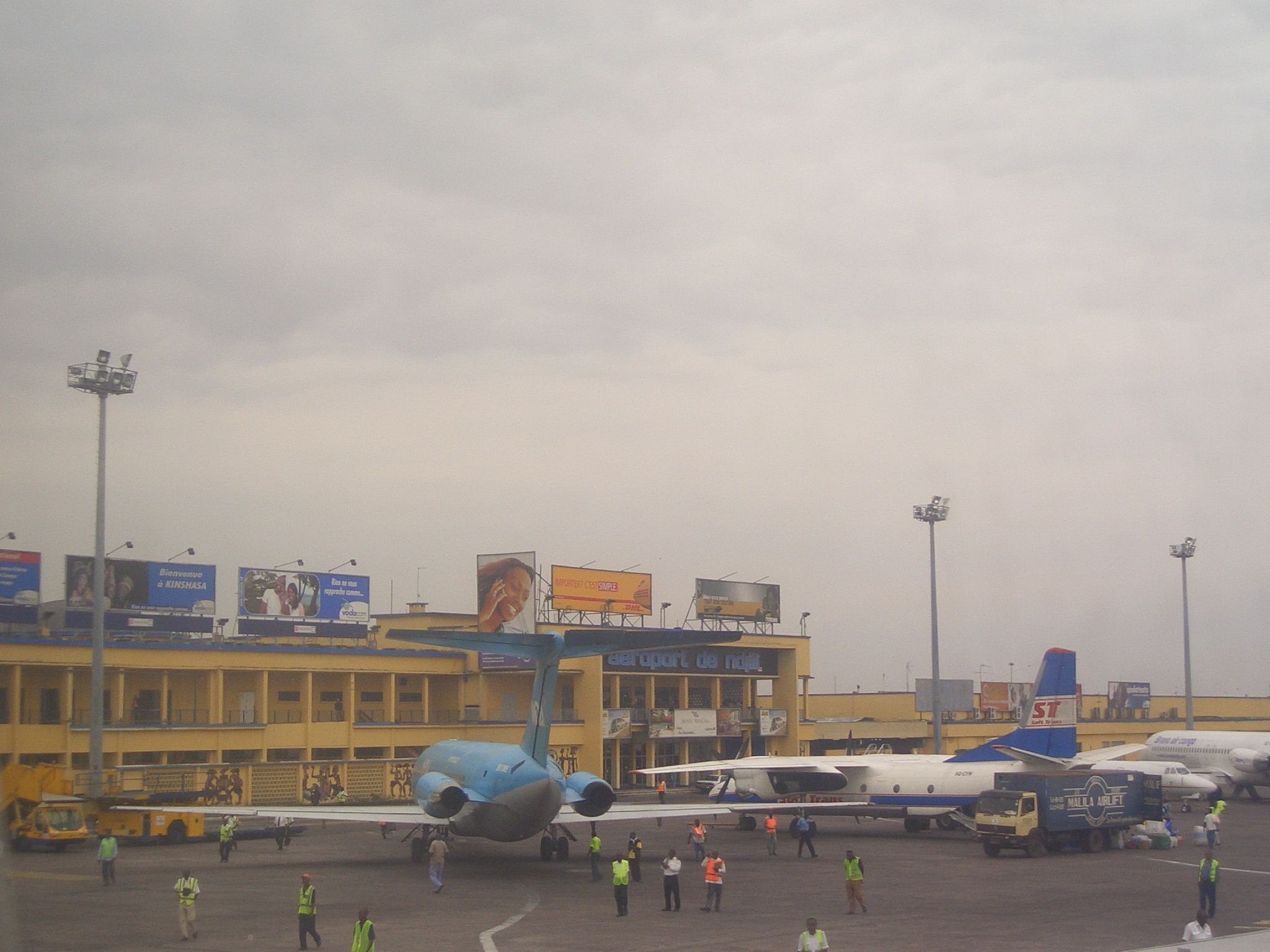
Le terminal de l'aéroport.

Jadis reliée à la plupart des continents, la plate-forme kinoise demeure néanmoins l'aéroport le plus important dans la zone des Grands Lacs. Outre des liaisons fréquentes et directes avec des villes comme Paris, Bruxelles, Johannesburg et Douala, Kinshasa bénéficie également d'un réseau étendu aux villes principales congolaises (Kisangani, Lubumbashi, Kindu, Goma, Mbandaka, Matadi, Kananga, Mbuji-Mayi, Bukavu). Le trafic des passagers est également alimenté par les voyageurs venus depuis Brazzaville, moins dotée en liaisons aériennes.

### Passagers
| Compagnies                     | Destinations |
| ------------------------------ | --- |
| Air Côte d'Ivoire              | Abidjan-F.-H.-Boigny, Johannesbourg OR Tambo, Libreville-Léon Mba                                                                   |
| Air France                     | Paris-Charles de Gaulle |
| Air Kasaï                      | Gemena, Kananga, Mbandaka, Mbujimayi                                                                                                |
| ASKY Airlines                  | Brazzaville, Libreville-Léon Mba, Lomé-G. Eyadéma                                                                                   |
| Brussels Airlines              | Bruxelles-National |
| Compagnie Africaine d'Aviation | - Boende, - Goma, - Kananga, - Kindu, - Kisangani Bangoka, - Lodja, - Lubumbashi, - Mbandaka, - Mbujimayi                           |
| Congo Airways                  | - Douala - Goma, - Johannesbourg OR Tambo, - Kananga, - Kindu, - Kisangani Bangoka, - Lubumbashi, - Mbandaka, - Mbujimayi, - Moanda |
| EgyptAir                       | Le Caire |
| Ethiopian Airlines             | Addis-Abeba Bole |
| Kenya Airways                  | Nairobi-J. Kenyatta |
| Royal Air Maroc                | Casablanca-Mohammed-V |
| Rwandair                       | Kigali, Libreville-Léon Mba |
| South African Airways          | Johannesbourg OR Tambo |
| TAAG Angola Airlines           | Luanda-Quatro de Fevereiro |
| Turkish Airlines               | Istanbul |
| Uganda Airlines                | Entebbe |

Édité le 15/05/2018  Actualisé le 22/10/2023

### Cargo
| Compagnies        | Destinations |
| ----------------- | --- |
| Cargolux          | Luxembourg-Findel                                                                                                   |
| Ethiopian Cargo   | Addis-Abeba Bole |
| Turkish Cargo     | Istanbul, Nairobi-J. Kenyatta                                                                                       |
| Air France Cargo  | Paris-Charles de Gaulle                                                                                             |
| Magma Avation     | Addis-Abeba Bole, Johannesbourg OR Tambo, Nairobi-J. Kenyatta, Rome Léonard-de-Vinci/Fiumicino, São Paulo/Guarulhos |
| Emirates SkyCargo | Dubaï Al Maktoum, Johannesbourg OR Tambo                                                                            |
| DHL               | Francfort, Paris-Charles de Gaulle, Newark-Liberty                                                                  |

## Accès
L'aéroport est relié à la gare centrale de Kinshasa par une extension du Chemin de fer Matadi-Kinshasa.

## Anecdotes
Dans le cadre des vols de ses navettes spatiales, la NASA a choisi une série de sites d'atterrissage de secours à travers le monde. L'aéroport international de Kinshasa fait partie de cette liste grâce à sa piste dont la longueur (4 700 m) est supérieure à celle de bien des aéroports africains et occidentaux.